# Rajko Kuzmanović
Rajko Kuzmanović in serbo cirillico,  Рајко Кузмановић, (Čelinac, 1º dicembre 1931) è un politico bosniaco, che dal 9 dicembre 2007 al 15 novembre 2010 ricoprì la carica di presidente della Repubblica Serba.